# Gomphus parvidens
Gomphus parvidens är en trollsländeart som beskrevs av Philip J. Currie 1917. Gomphus parvidens ingår i släktet Gomphus och familjen flodtrollsländor. IUCN kategoriserar arten globalt som livskraftig. Inga underarter finns listade i Catalogue of Life.